# Jonathan Cardoen
Jonathan Cardoen (4 oktober 1977) is een Belgisch bestuurder en voormalig politicus voor de CD&V. Sinds januari 2023 is hij werkzaam als directeur bij Vistha vzw.

## Levensloop
Hij is de zoon van Mark Cardoen, voormalig burgemeester van Bierbeek. Cardoen studeerde politicologie aan de Katholieke Universiteit Leuven. In januari 2001 volgde hij Koert Debeuf op als voorzitter van de CVP-Jongeren. Onder zijn voorzitterschap dat duurde tot januari 2005, werd deze organisatie hernoemd eerst naar Jong-CD&V en daarna naar JONGCD&V. In de hoedanigheid van voorzitter werd hij opgevolgd door Bert De Brabandere.
Cardoen nam in 2004 deel aan de Vlaamse verkiezingen. Bij de opvolgers haalde hij 6315 stemmen. Bij de gemeenteraadsverkiezingen van 2006 was hij lijstduwer van de kieslijst CD&V-N-VA te Kortenaken en werd hij verkozen tot gemeenteraadslid van deze gemeente. Bij de daaropvolgende lokale verkiezingen van 2012 was hij opnieuw kandidaat, maar werd hij niet herkozen.
In januari 2011 werd hij aangesteld als algemeen secretaris van de CD&V in opvolging van Pieter Demeester, wat hij bleef tot in december 2019.
In 2022 was hij als voorzitter van de Coöperatieve Dorpsbrouwerij medeverantwoordelijk voor de oprichting van de Dorpsbrouwerij Bierbeek. In januari 2023 begon hij als directeur bij Vistha vzw. 